# Чудо (Казанский сельсовет)
Чудо (баш. ) — упразднённый посёлок в Альшеевском районе Республики Башкортостан России. Входил в Казанский сельсовет

## География
Располагалась на кромке леса.
Расстояние до:
- районного центра (Раевский):  км.,
- центра сельсовета (Казанка): км.,
- ближайшей железнодорожной станции (Раевка):  км.

## Население
Закон «О внесении изменений в административно-территориальное устройство Республики Башкортостан в связи с образованием, объединением, упразднением и изменением статуса населенных пунктов, переносом административных центров» от 20 июля 2005 года N 211-з постановил:

ст. 4. Упразднить следующие населенные пункты:

1) в Альшеевском районе:

г) деревню Сеятель Казанского сельсовета;

е) поселок Чудо Казанского сельсовета;